# Arboras
Arboras est une commune française située dans le nord du département de l'Hérault, en région Occitanie.
Exposée à un climat méditerranéen, elle est drainée par le ruisseau de Lagamas, le Rouvignou et par un autre cours d'eau. La commune possède un patrimoine naturel remarquable : trois sites Natura 2000 (« les contreforts du Larzac », les « gorges de l'Hérault » et les « hautes garrigues du Montpelliérais ») et quatre zones naturelles d'intérêt écologique, faunistique et floristique.
Arboras est une commune rurale qui compte 104 habitants en 2022, après avoir connu une forte hausse de la population depuis 1968. Elle fait partie de l'aire d'attraction de Montpellier. Ses habitants sont appelés les Arborassiens et Arborassiennes.

## Géographie
Arboras est une commune proche de Gignac et Lodève dans l'Hérault. C'est un village-rue perché à flanc de coteau sur les premiers contreforts du Larzac, à une altitude d'environ 400 mètres. Il domine une plaine drainée par l'Avenc, affluent de l'Hérault, largement occupée par les vignes. Sa population dépasse de peu les 100 habitants.

### Communes limitrophes

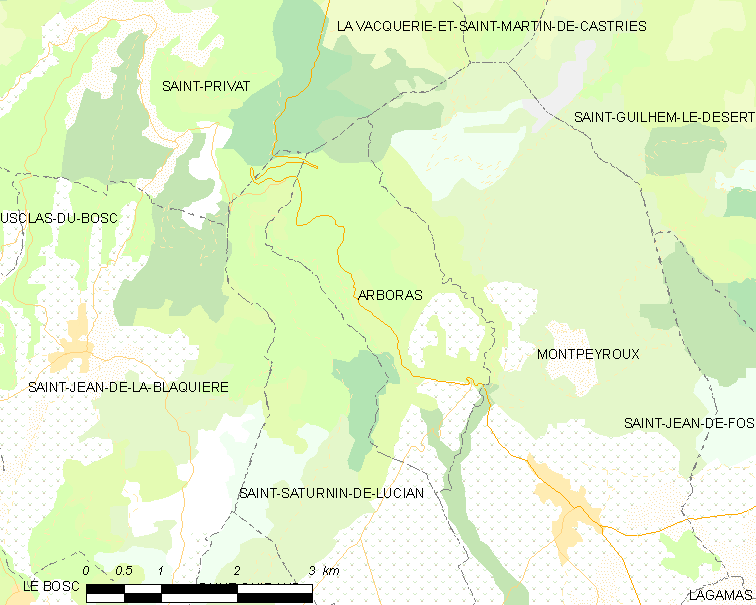
Carte de localisation.

|                          | Saint-Privat |             |
| Saint-Saturnin-de-Lucian | Arboras      | Montpeyroux |
| Saint-Saturnin-de-Lucian |              | Montpeyroux |

### Climat
Pour des articles plus généraux, voir Climat de l'Occitanie et Climat de l'Hérault.
En 2010, le climat de la commune est de type climat méditerranéen franc, selon une étude s'appuyant sur une série de données couvrant la période 1971-2000. En 2020, Météo-France publie une typologie des climats de la France métropolitaine dans laquelle la commune est exposée à un climat méditerranéen et est dans la région climatique Provence, Languedoc-Roussillon, caractérisée par une pluviométrie faible en été, un très bon ensoleillement (2 600 h/an), un été chaud (21,5 °C), un air très sec en été, sec en toutes saisons, des vents forts (fréquence de 40 à 50 % de vents > 5 m/s) et peu de brouillards.
Pour la période 1971-2000, la température annuelle moyenne est de 13,9 °C, avec une amplitude thermique annuelle de 16 °C. Le cumul annuel moyen de précipitations est de 1 047 mm, avec 7,5 jours de précipitations en janvier et 3,4 jours en juillet. Pour la période 1991-2020, la température moyenne annuelle observée sur la station météorologique la plus proche, située sur la commune de Saint-André-de-Sangonis à 7,03 km à vol d'oiseau, est de 15,5 °C et le cumul annuel moyen de précipitations est de 652,4 mm,. Pour l'avenir, les paramètres climatiques de la commune estimés pour 2050 selon différents scénarios d’émission de gaz à effet de serre sont consultables sur un site dédié publié par Météo-France en novembre 2022.

### Milieux naturels et biodiversité

#### Réseau Natura 2000

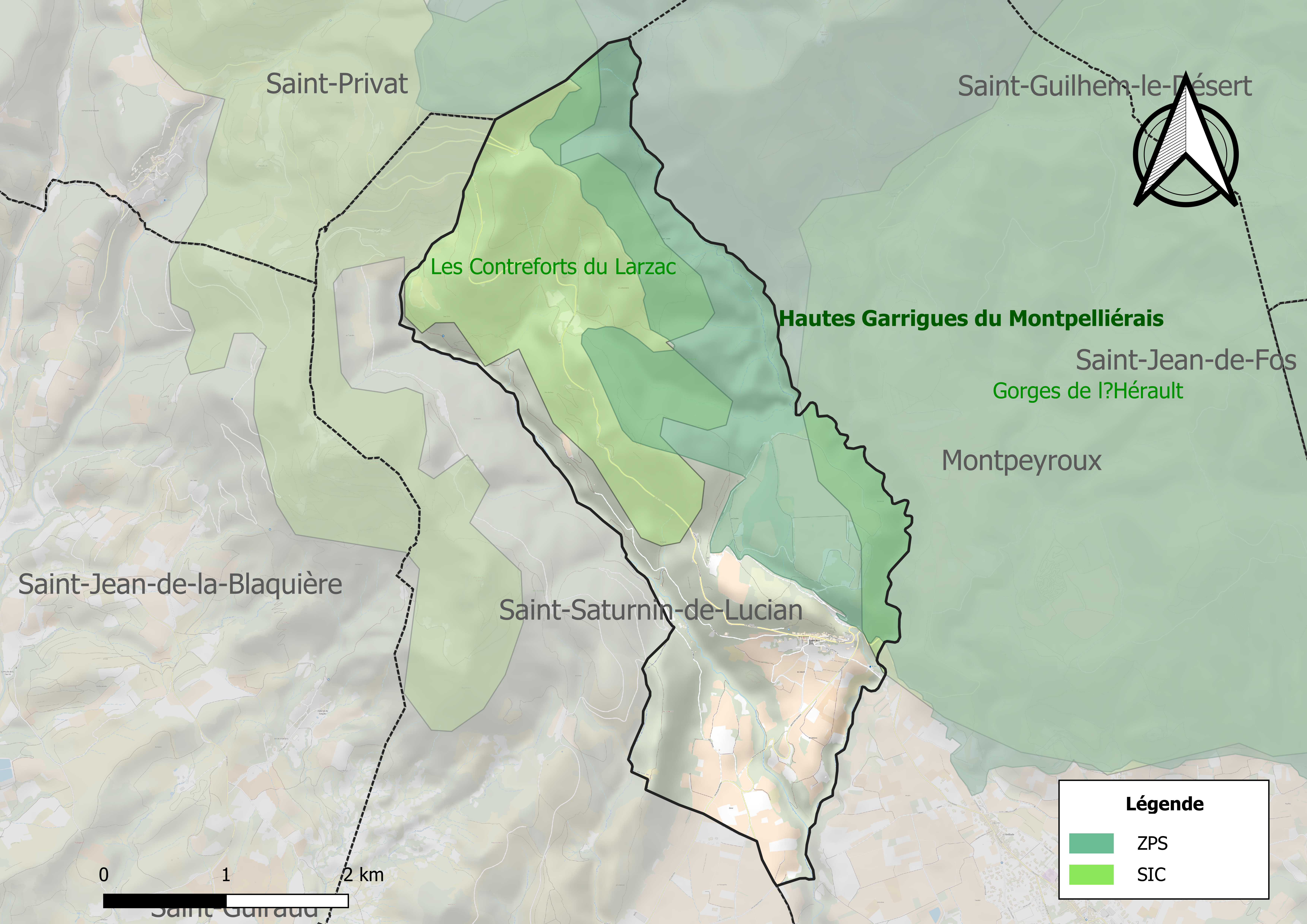
Sites Natura 2000 sur le territoire communal.

Le réseau Natura 2000 est un réseau écologique européen de sites naturels d'intérêt écologique élaboré à partir des directives habitats et oiseaux, constitué de zones spéciales de conservation (ZSC) et de zones de protection spéciale (ZPS). 
Deux sites Natura 2000 ont été définis sur la commune au titre de la directive habitats :
- les « gorges de l'Hérault », d'une superficie de 21 736 ha, entaillent un massif calcaire vierge de grandes infrastructures dont les habitats forestiers (forêt de Pins de Salzman et chênaie verte) et rupicoles sont bien conservés. La pinède de Pins de Salzmann de Saint-Guilhem est une souche pure et classée comme porte-graines par les services forestiers. Il s'agit d'une forêt développée sur des roches dolomitiques[9] ;
- « les contreforts du Larzac », d'une superficie de 5 299 ha, constituant les premiers reliefs du Larzac qui surplombent le bassin de Lodève. Sa richesse est liée à la conjonction des deux influences caussenarde et méditerranéenne[10] ;

et un au titre de la directive oiseaux : 
- les « hautes garrigues du Montpelliérais », d'une superficie de 45 444 ha, abritant trois couples d'Aigles de Bonelli, soit 30 % des effectifs régionaux[11].

#### Zones naturelles d'intérêt écologique, faunistique et floristique
L’inventaire des zones naturelles d'intérêt écologique, faunistique et floristique (ZNIEFF) a pour objectif de réaliser une couverture des zones les plus intéressantes sur le plan écologique, essentiellement dans la perspective d’améliorer la connaissance du patrimoine naturel national et de fournir aux différents décideurs un outil d’aide à la prise en compte de l’environnement dans l’aménagement du territoire. 
Une ZNIEFF de type 1 est recensée sur la commune :
l'« aval  des vallées des ruisseaux du Rouvignous et du Joncas » (339 ha), couvrant 2 communes du département et trois ZNIEFF de type 2, : 
- le « causse et contreforts du Larzac et montagne de la Séranne » (44 035 ha), couvrant 33 communes dont une dans l'Aveyron, deux dans le Gard et 30 dans l'Hérault[14] ;
- le « cours moyen de l'Hérault et de la Lergue » (976 ha), couvrant 22 communes du département[15] ;
- le « massif des gorges de l'Hérault et de la Buège » (21 342 ha), couvrant 17 communes du département[16].

Carte des ZNIEFF de type 1 et 2 à Arboras.
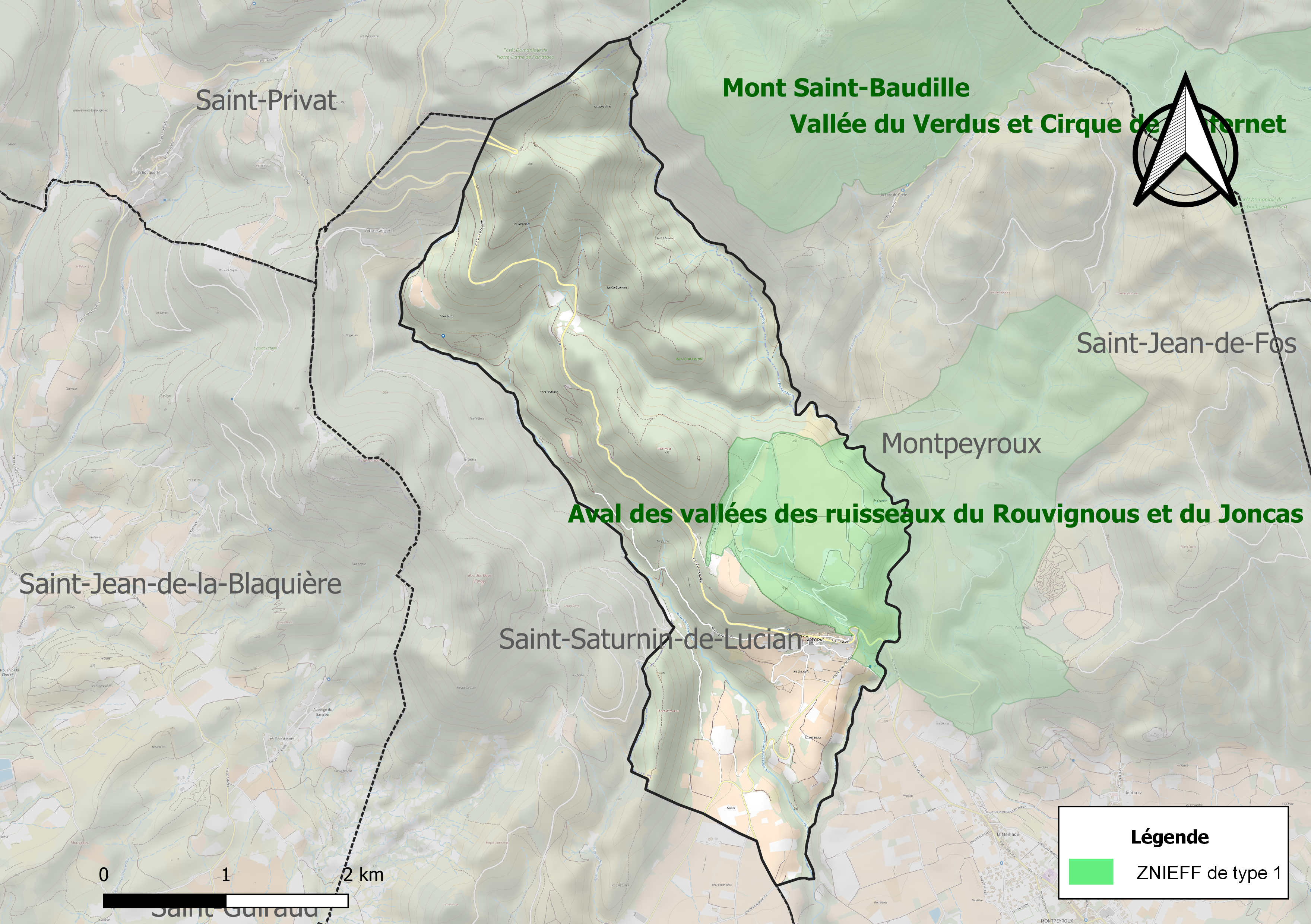
Carte de la ZNIEFF de type 1 sur la commune.
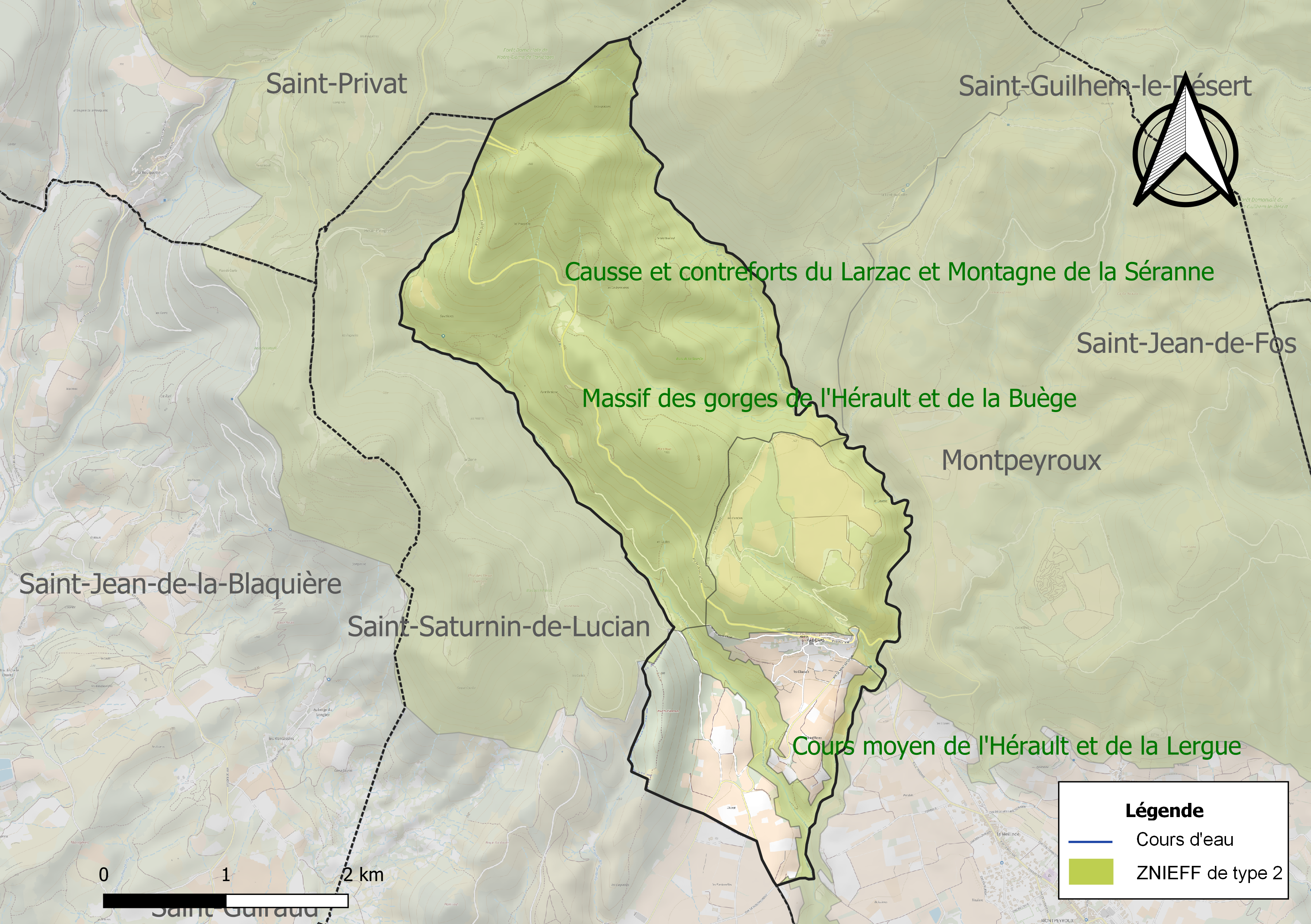
Carte des ZNIEFF de type 2 sur la commune.

## Urbanisme

### Typologie
Au 1er janvier 2024, Arboras est catégorisée commune rurale à habitat dispersé, selon la nouvelle grille communale de densité à sept niveaux définie par l'Insee en 2022.
Elle est située hors unité urbaine. Par ailleurs la commune fait partie de l'aire d'attraction de Montpellier, dont elle est une commune de la couronne,. Cette aire, qui regroupe 161 communes, est catégorisée dans les aires de 700 000 habitants ou plus (hors Paris),.

### Occupation des sols
L'occupation des sols de la commune, telle qu'elle ressort de la base de données européenne d’occupation biophysique des sols Corine Land Cover (CLC), est marquée par l'importance des forêts et milieux semi-naturels (79,3 % en 2018), une proportion sensiblement équivalente à celle de 1990 (80,1 %). La répartition détaillée en 2018 est la suivante : 
forêts (46,6 %), milieux à végétation arbustive et/ou herbacée (32,7 %), cultures permanentes (19,9 %), zones agricoles hétérogènes (0,8 %). L'évolution de l’occupation des sols de la commune et de ses infrastructures peut être observée sur les différentes représentations cartographiques du territoire : la carte de Cassini (XVIIIe siècle), la carte d'état-major (1820-1866) et les cartes ou photos aériennes de l'IGN pour la période actuelle (1950 à aujourd'hui).

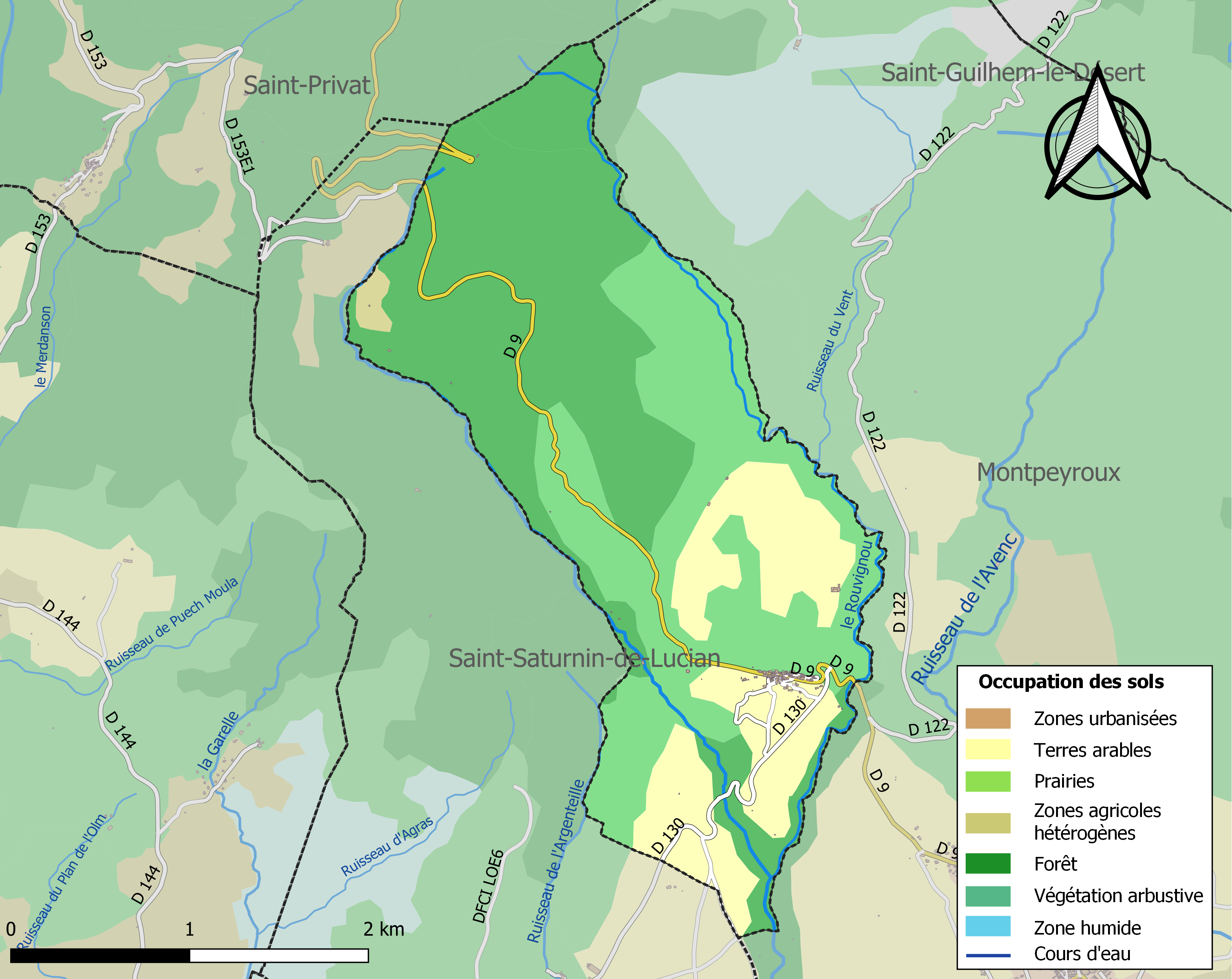
Carte des infrastructures et de l'occupation des sols de la commune en 2018 (CLC).

### Risques majeurs
Le territoire de la commune d'Arboras est vulnérable à différents aléas naturels : météorologiques (tempête, orage, neige, grand froid, canicule ou sécheresse), feux de forêts et séisme (sismicité faible). Il est également exposé à un risque particulier : le risque de radon. Un site publié par le BRGM permet d'évaluer simplement et rapidement les risques d'un bien localisé soit par son adresse soit par le numéro de sa parcelle.

#### Risques naturels
Arboras est exposée au risque de feu de forêt. Un plan départemental de protection des forêts contre les incendies (PDPFCI) a été approuvé en juin 2013 et court jusqu'en 2022, où il doit être renouvelé. Les mesures individuelles de prévention contre les incendies sont précisées par deux arrêtés préfectoraux et s’appliquent dans les zones exposées aux incendies de forêt et à moins de 200 mètres de celles-ci. L’arrêté du 25 avril 2002 réglemente l'emploi du feu en interdisant notamment d’apporter du feu, de fumer et de jeter des mégots de cigarette dans les espaces sensibles et sur les voies qui les traversent sous peine de sanctions. L'arrêté du 11 mars 2013 rend le débroussaillement obligatoire, incombant au propriétaire ou ayant droit,.

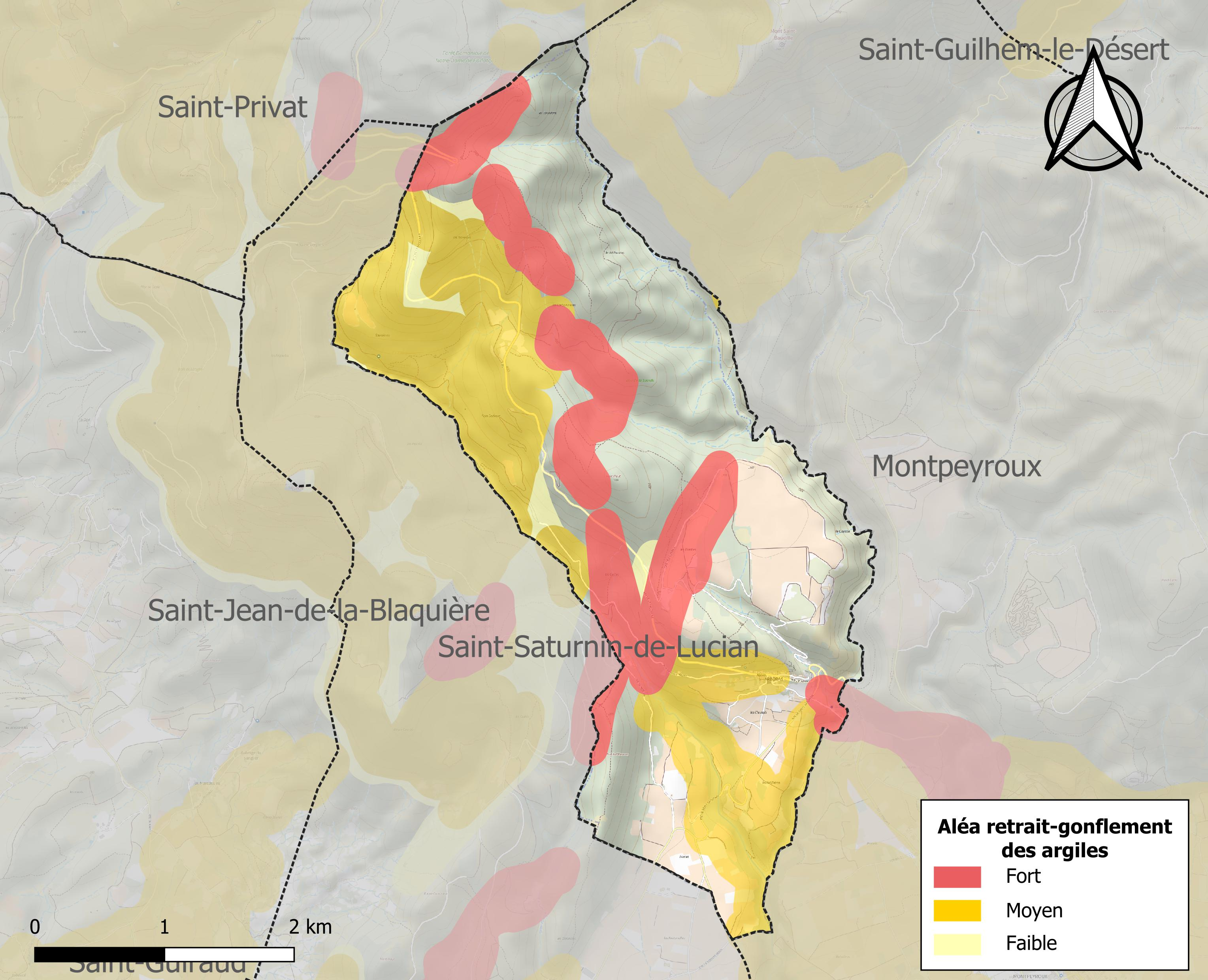
Carte des zones d'aléa retrait-gonflement des sols argileux d'Arboras.

Le retrait-gonflement des sols argileux est susceptible d'engendrer des dommages importants aux bâtiments en cas d’alternance de périodes de sécheresse et de pluie. 52,4 % de la superficie communale est en aléa moyen ou fort (59,3 % au niveau départemental et 48,5 % au niveau national). Sur les 86 bâtiments dénombrés sur la commune en 2019, 68 sont en aléa moyen ou fort, soit 79 %, à comparer aux 85 % au niveau départemental et 54 % au niveau national. Une cartographie de l'exposition du territoire national au retrait gonflement des sols argileux est disponible sur le site du BRGM,.
Par ailleurs, afin de mieux appréhender le risque d’affaissement de terrain, l'inventaire national des cavités souterraines permet de localiser celles situées sur la commune.
La commune a été reconnue en état de catastrophe naturelle au titre des dommages causés par les inondations et coulées de boue survenues en 1982, 1995 et 2019. 

#### Risque particulier
Dans plusieurs parties du territoire national, le radon, accumulé dans certains logements ou autres locaux, peut constituer une source significative d’exposition de la population aux rayonnements ionisants. Certaines communes du département sont concernées par le risque radon à un niveau plus ou moins élevé. Selon la classification de 2018, la commune d'Arboras est classée en zone 2, à savoir zone à potentiel radon faible mais sur lesquelles des facteurs géologiques particuliers peuvent faciliter le transfert du radon vers les bâtiments.

## Toponymie
Le nom de la localité est attesté sous la forme Villa de Arboracis, seu de Arboratis dès 804, de villa Arboratis  en 985, villa de Arboratis et Arborath en 1102, sous sa forme latine Arborascium en 1124, de Arboracio en 1264, Arboras en 1529.
Arboraç en occitan.
Le nom du village signifie en occitan « arborés, plantés d'arbres », du latin arbor et du suffixe gaulois -àtis, ce qui signifiait peut-être : « ensemble d'arbres ».

## Histoire

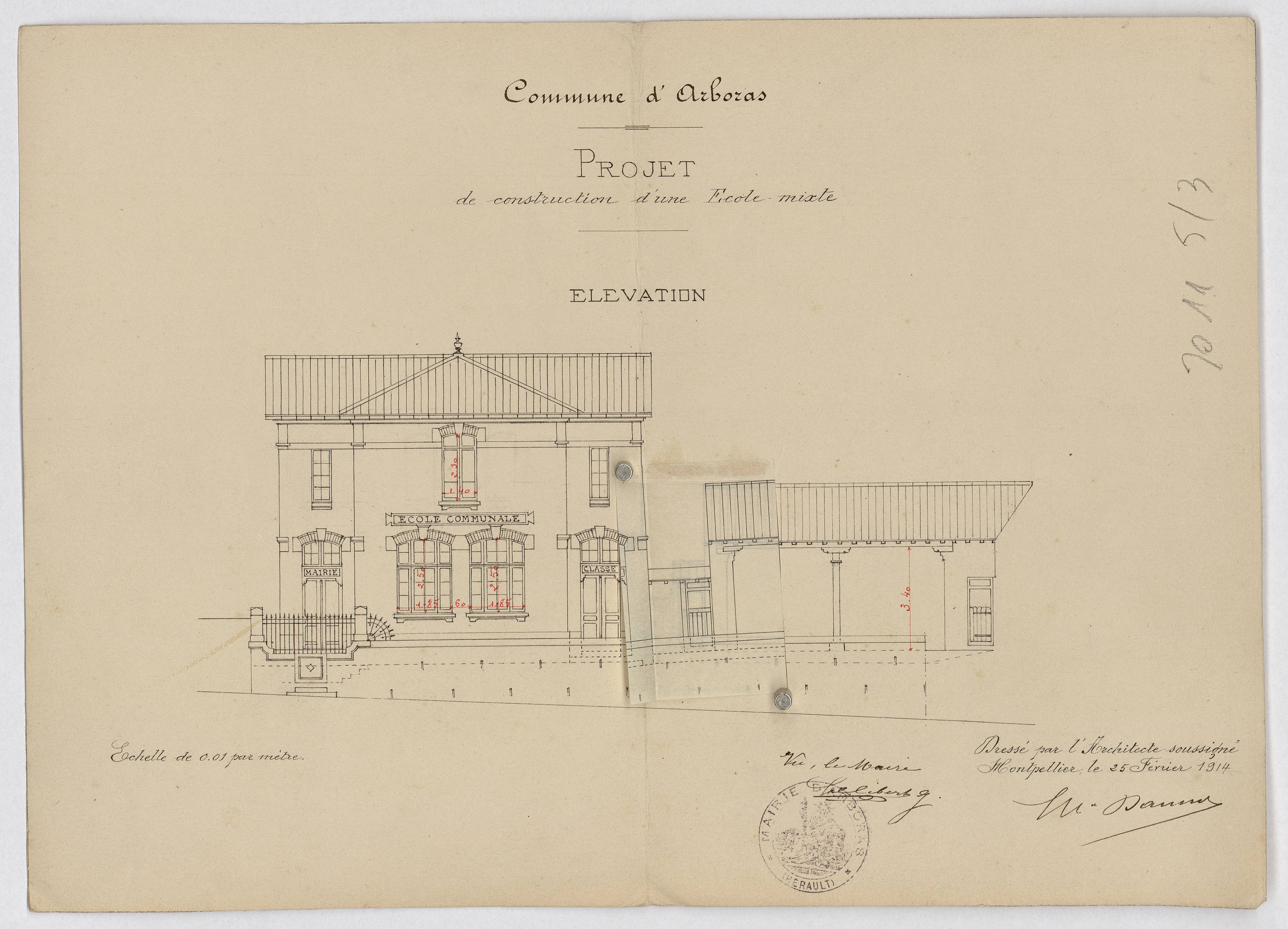
Plan de l'école (1914).

## Politique et administration
| Période   | Période                   | Identité                  | Étiquette | Qualité       |
| --------- | ------------------------- | ------------------------- | --------- | ------------- |
| 1790      | 1791                      | Jean-Baptiste Gay         |           |               |
| 1791      | 1792                      | André Laroque             |           |               |
| 1792      | 1805                      | Jean Falguieres           |           |               |
| 1805      | 1811                      | Jean Cornier              |           |               |
| 1811      | 1830                      | Etienne Altairac          |           |               |
| 1830      | 1835                      | Jean Gay                  |           |               |
| 1835      | 1849                      | Guillaume Falguieres      |           |               |
| 1849      | 1863                      | Jean-Joseph Visseo        |           |               |
| 1863      | 1876                      | Pierre-Stanislas Molinier |           |               |
| 1876      | 1888                      | Sylvain Galibert          |           |               |
| 1888      | 1900                      | Jean Gazel                |           |               |
| 1900      | 1912                      | Hippolyte Malroux         |           |               |
| 1912      | 1935                      | Gaston Galibert           |           |               |
| 1935      | 1947                      | Joseph Gazel              |           |               |
| 1947      | 1977                      | Georges Galibert          |           |               |
| 1977      | 1992                      | Lucien Laures             |           |               |
| 1992      | 1995                      | Ida Laures                |           |               |
| 1995      | mars 2014                 | Jean-Pierre Vanluggene    |           |               |
| mars 2014 | En cours (au 23 mai 2020) | Marie-Françoise Nachez    | SE        | Fonctionnaire |

## Démographie
L'évolution du nombre d'habitants est connue à travers les recensements de la population effectués dans la commune depuis 1793. Pour les communes de moins de 10 000 habitants, une enquête de recensement portant sur toute la population est réalisée tous les cinq ans, les populations de référence des années intermédiaires étant quant à elles estimées par interpolation ou extrapolation. Pour la commune, le premier recensement exhaustif entrant dans le cadre du nouveau dispositif a été réalisé en 2004.

En 2022, la commune comptait 104 habitants, en évolution de −17,46 % par rapport à 2016 (Hérault : +7,49 %, France hors Mayotte : +2,11 %).
| 1793 | 1800 | 1806 | 1821 | 1831 | 1836 | 1841 | 1846 | 1851 |
| ---- | ---- | ---- | ---- | ---- | ---- | ---- | ---- | ---- |
| 158  | 190  | 201  | 188  | 189  | 179  | 153  | 155  | 150  |

| 1856 | 1861 | 1866 | 1872 | 1876 | 1881 | 1886 | 1891 | 1896 |
| ---- | ---- | ---- | ---- | ---- | ---- | ---- | ---- | ---- |
| 162  | 150  | 164  | 132  | 135  | 123  | 129  | 118  | 111  |

| 1901 | 1906 | 1911 | 1921 | 1926 | 1931 | 1936 | 1946 | 1954 |
| ---- | ---- | ---- | ---- | ---- | ---- | ---- | ---- | ---- |
| 112  | 107  | 101  | 97   | 98   | 103  | 93   | 88   | 71   |

| 1962 | 1968 | 1975 | 1982 | 1990 | 1999 | 2004 | 2006 | 2009 |
| ---- | ---- | ---- | ---- | ---- | ---- | ---- | ---- | ---- |
| 73   | 69   | 82   | 62   | 69   | 74   | 84   | 84   | 95   |

| 2014 | 2019 | 2022 | - | - | - | - | - | - |
| ---- | ---- | ---- | - | - | - | - | - | - |
| 115  | 111  | 104  | - | - | - | - | - | - |

## Lieux et monuments
- Le château d'Arboras.
- Église Saint-Laurent d'Arboras. L'édifice est référencé dans la base Mérimée et à l'Inventaire général Région Occitanie[33]. De nombreux objets sont référencés dans la base Palissy (voir les notices liées)[33].

## Héraldique
| Blason | Blasonnement : D'or aux deux arbres de sinople fûtés au naturel posés à dextre du chef et à senestre de la pointe, et aux deux épées d'argent garnies de gueules passées en sautoir à senestre du chef et à dextre de la pointe ; au chef abaissé d'azur chargé de trois étoiles du champ. |